# 考拉國家公園
考拉國家公園（西班牙語：Parque nacional Caura）是委內瑞拉的國家公園，成立於2017年3月21日，面積75,340平方公里，有南美貘、白唇西猯、大食蟻獸、駝鼠、領西貒、美洲豹、美洲狮、狐鼬等野生動物棲息。